# Acroporium pocsii
Acroporium pocsii là một loài rêu trong họ Sematophyllaceae. Loài này được Bizot mô tả khoa học đầu tiên năm 1973.